# 迷猛蚁属
迷猛蚁属（学名：Mystrium）是钝猛蚁亚科中的一种罕见蚂蚁属。  该属由 Roger 在 1862年 首次描述，描述了M. mysticum 的蚁后，该属包含 14 个物种，全部出现在旧世界的雨林中，其中超过一半的物种是马达加斯加地区的特有物种。

## 分布及栖息
该属所有物种都出现在旧世界的雨林中，大部分物种都是在热带非洲发现的：其中有十种是马达加斯加（及其邻近岛屿）的特有物种，一种来自非洲大陆（ M. silvestrii ）。 卡米拉迷猛蚁（M. camillae）广泛分布于印度-澳大利亚地区 ， 而 M. leonie 和 M. maren 则分布于印度尼西亚。

## 分类历史
1862 年，罗杰（Roger）将迷猛蚁属与马达加斯加的 M. mysticum 联系在了一起，并建立了迷猛蚁属 。此后，福雷尔（Forel） 在 1895 年至 1899 年间在马达加斯加地区描述了另外五个物种。除了马达加斯加地区以外，该属的第一个记录是来自缅甸的卡米拉迷猛蚁 ，第二个记录是来自喀麦隆的 M. silvestrii 。后来在卡米拉迷猛蚁之下建立了一个亚种（Mystrium camillae javana）；然而，布郎在 1960年 将该亚种与卡米拉迷猛蚁视为同义词。在马达加斯加地区以外，小眼迷猛蚁（Mystrium oculatum）被描述于中国，而 M. leonie 和 M. maren 则来自印度尼西亚的的西巴布亚。 Bihn 和 Verhaagh 于 2007年 将小眼迷猛蚁与 卡米拉迷猛蚁进行了异名化。  Yoshimura 和 Fisher 在 2004年 描述了六个马达加斯加新种，并将两个现有名称 M. fallax 和 M. stadelmanni 分别与 M. voeltzkowi 和 M. mysticum 进行了同义替换。

## 描述

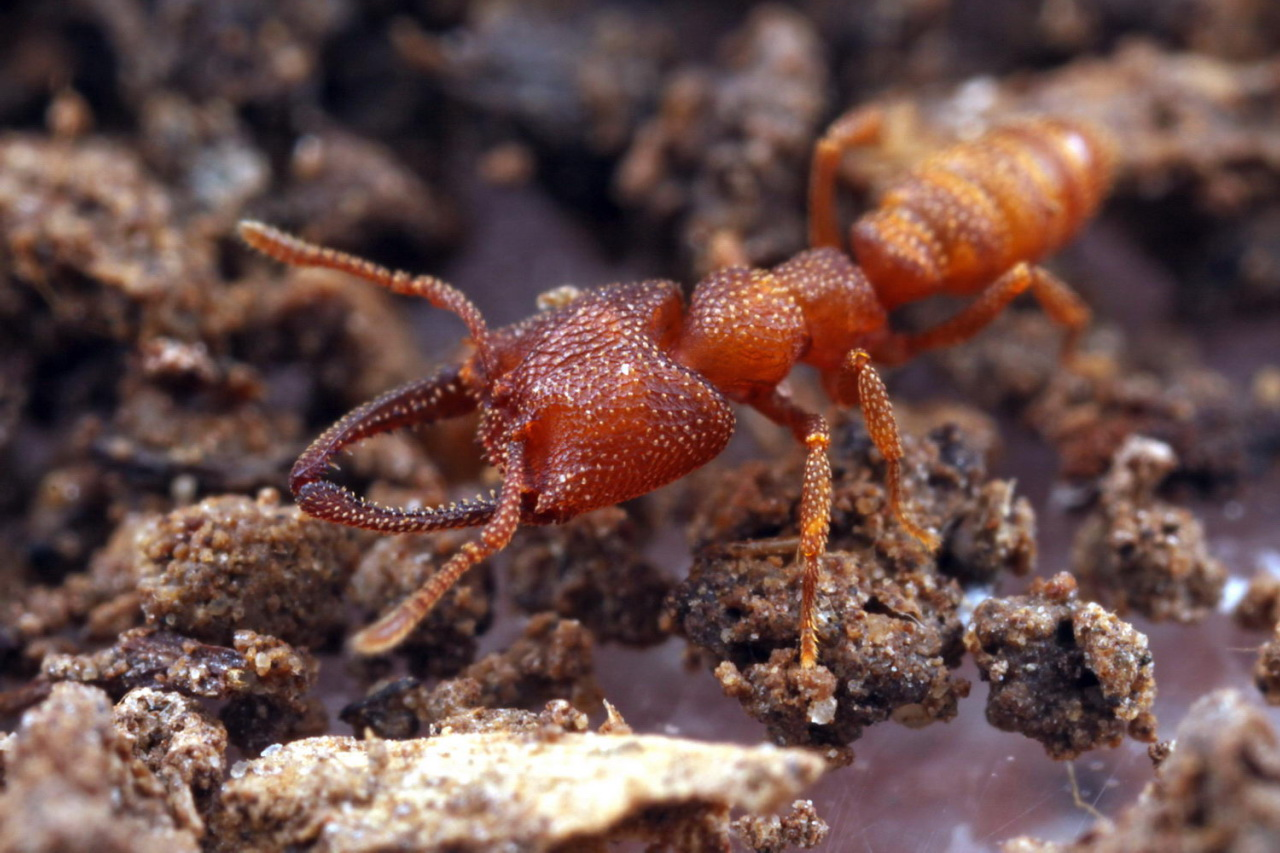
卡米拉迷猛蚁Mystrium camillae

该属的形态在猛蚁型亚科中非常特殊，具有以下特征组合：非常宽的头部；头上有匙形毛或鳞状毛；以及长而窄的上颚，内缘有双排牙齿。 Saux 等人在 2004年 最近的分子系统发育研究有力地支持了该属的单系性。

### 打响指（下颚）
在 2018年 12月份，伊利诺伊大学、北卡罗来纳州立大学及史密森尼自然历史博物馆的研究人员对卡米拉迷猛蚁进行了研究，发现该物种能以 200英里每小时的速度快速闭合上颚 ，并且打破了大齿猛蚁的记录，成为了目前上颚闭合速度最快的蚂蚁。他们的研究发表在了杂质《皇家学会开放科学》之上，并描述了其与众不同的上颚形态。他们指出，该蚂蚁的上颚于其他强颚蚂蚁的不同之处在于“弹簧”、“闩锁”和“杠杆臂“这三个部分组合在下颌骨中。他们通过将下颌骨的尖端压在一起，以弹簧加载动作（从而不断增加张力）来达到这种速度，直到一个以啪嗒声滑过另一个，类似于人类的打响指。

## 生物学
除了奇异的形态外， 迷猛蚁还进化出了一些独特的生物学特征。它们具有独特的防御机制，即通过咬合下颚来发动强有力的攻击（Gronenberg et al. 1998 年；Moffett，1986 年）。 Molet et al. （2006 年）证明，在马达加斯加已知的某些迷猛蚁物种中，正常蚁后被比工蚁体型较小的无翅生殖蚁所取代。由于迷猛蚁过于罕见，关于其生物学、生态学和行为的信息仍然很少。它们可能与钝猛蚁亚科的其他物种一样具有掠食性，尽管没有直接证据。 马达加斯加的物种表现出两种不同的繁殖策略和相关的群体结构。在某些物种中，每个蚁群都有一只蚁后，其胸部比工蜂大，但上颚与工蜂相似。在其他物种的群落中，有翅膀的蚁后不见了，一半的成年雌性属于无翅的生殖蚁，它们体型较小，且与工蚁有异速生长的区别。

## 下属物种
该属包括以下物种
- Mystrium barrybressleri Yoshimura & Fisher, 2014
- 卡米拉迷猛蚁 Mystrium camillae Emery, 1889
- Mystrium eques Yoshimura & Fisher, 2014
- Mystrium janovitzi Yoshimura & Fisher, 2014
- Mystrium labyrinth Yoshimura & Fisher, 2014
- Mystrium leonie Bihn & Verhaagh, 2007
- Mystrium maren Bihn & Verhaagh, 2007
- Mystrium mirror Yoshimura & Fisher, 2014
- Mystrium mysticum Roger, 1862
- Mystrium oberthueri Forel, 1897
- 小眼迷猛蚁 Mystrium oculatum Xu, Z., 1998 已确定为卡米拉迷猛蚁的同义名
- Mystrium rogeri Forel, 1899
- Mystrium shadow Yoshimura & Fisher, 2014
- Mystrium silvestrii Santschi, 1914
- Mystrium voeltzkowi Forel, 1897